# BM&F Bovespa

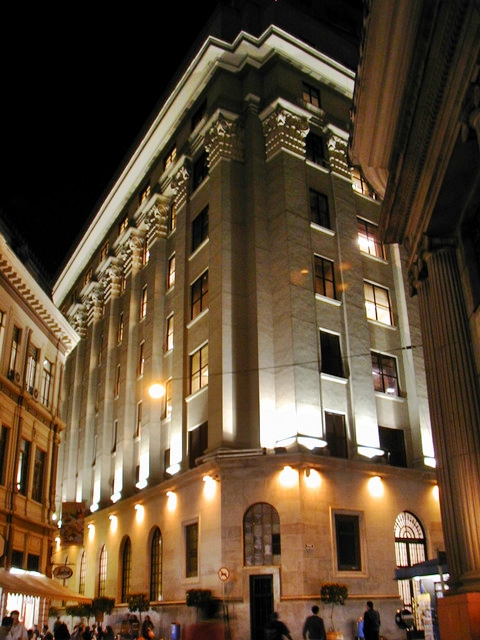
Budynek giełdy w São Paulo

BM&F BOVESPA S.A. (Bolsa de Valores, Mercadorias & Futuros) – giełda papierów wartościowych w São Paulo w Brazylii, założona w 2008 roku w wyniku zintegrowania São Paulo Stock Exchange (Bovespa) oraz Brazilian Mercantile and Futures Exchange (BM&F). Według stanu na 16 kwietnia 2015 roku, na giełdzie notowane są akcje 358 spółek, których łączna kapitalizacja wyniosła 789,727 mld dolarów.
Poza São Paulo, giełda posiada biura w Londynie, Nowym Jorku, Rio de Janeiro i Szanghaju.